# Pirámide de Kefrén
La pirámide de Jafra o pirámide de Kefrén (Kefrén es su nombre en griego) es una pirámide de Egipto perteneciente a la necrópolis de Guiza. Fue erigida en la meseta de Guiza, junto a la de su "padre" Keops (según Heródoto). Se data en el siglo XXVI a. C.
En épocas antiguas fue denominada la Gran Pirámide, debido a que parecía ser más alta que la pirámide de Keops. Este efecto se debe a que se encuentra situada en un nivel más alto de la meseta, y presenta un ángulo más inclinado en sus caras, el ángulo sagrado egipcio, utilizado en algunas pirámides posteriores.

## El complejo funerario
La pirámide es parte de un complejo funerario que cuenta con un templo funerario en su lado oriental y una calzada procesional pavimentada que lo vincula con el Templo del Valle, situado en las inmediaciones de la Gran esfinge, presentando una planta y diseño similar al templo Osireion, con patios y pilares desprovistos de jeroglíficos o cualquier tipo de adorno, realizado con enormes sillares y grandes losas de granito revistiendo los muros del templo. También se encuentra una pirámide subsidiaria, cinco fosos con barcas solares y más de un centenar de grandes habitaciones, consideradas almacenes o talleres de los trabajadores de la pirámide.

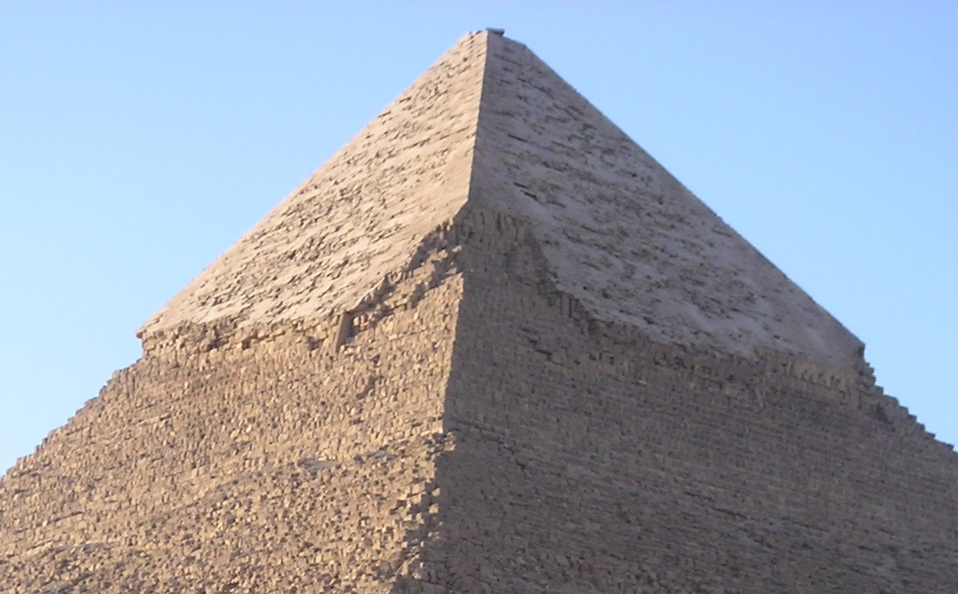
Detalle del revestimiento superior

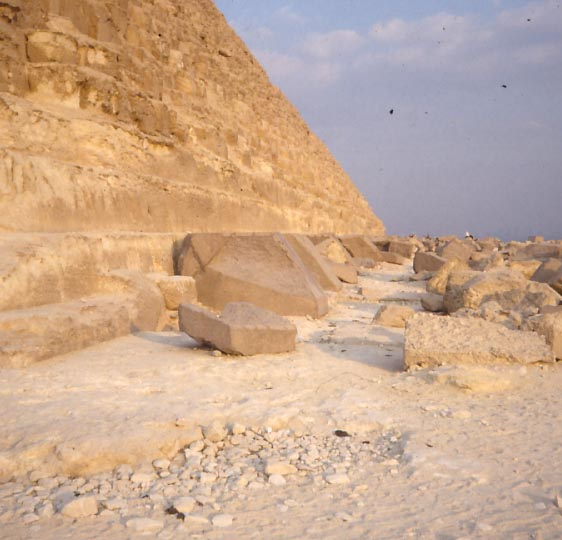
Detalle de los restos de granito del recubrimiento inferior

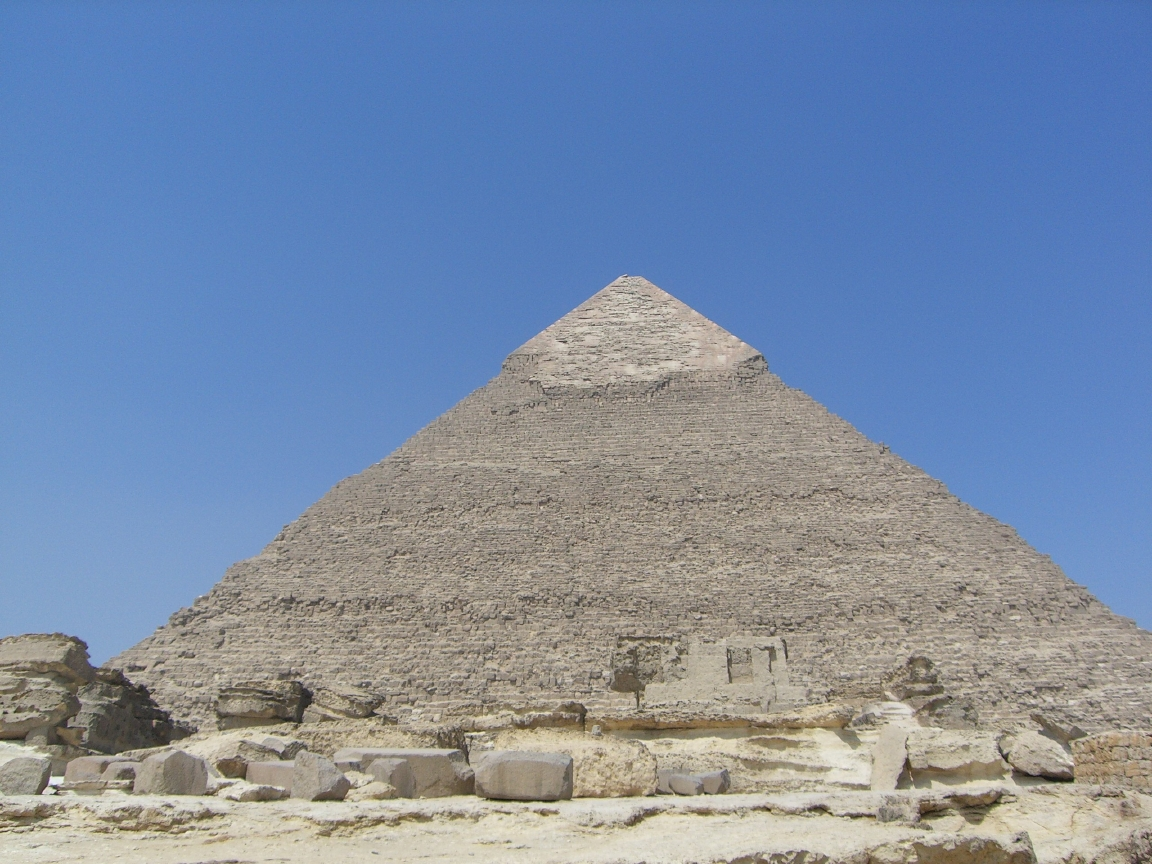
La pirámide de Jafra, y restos del templo funerario, al sur

## El interior de la pirámide
Tiene dos entradas situadas en la cara norte, una a doce metros de altura, entre las hiladas de la pirámide, y otra justo en la base, con un largo pasaje interior. Esta segunda entrada tardó en ser encontrada, solamente fue descubierta en tiempos relativamente recientes. Está situada a unos treinta metros de la pirámide.
La cámara del sarcófago está tallada en la roca, aunque el techo está conformado con losas de granito colocadas oblicuamente, a dos aguas; el revestimiento de los muros también es obra de cantería. En el interior de la cámara funeraria se halla el sarcófago de granito negro, prácticamente al nivel del suelo, pero vacío desde hace mucho tiempo. Belzoni, cuando entró en 1818, solo encontró en el sarcófago unos huesos de vaca. 

### Dimensiones
Altura total original: 143,5 m
Altura actual: 136 m
Área de un lado: 14 663 m²
Pendiente, ángulo: 53°37′48″
Volumen: 2 211 096 m³
Es la primera gran pirámide que se construyó basándose en el triángulo sagrado egipcio de proporciones 3-4-5.

## Galería

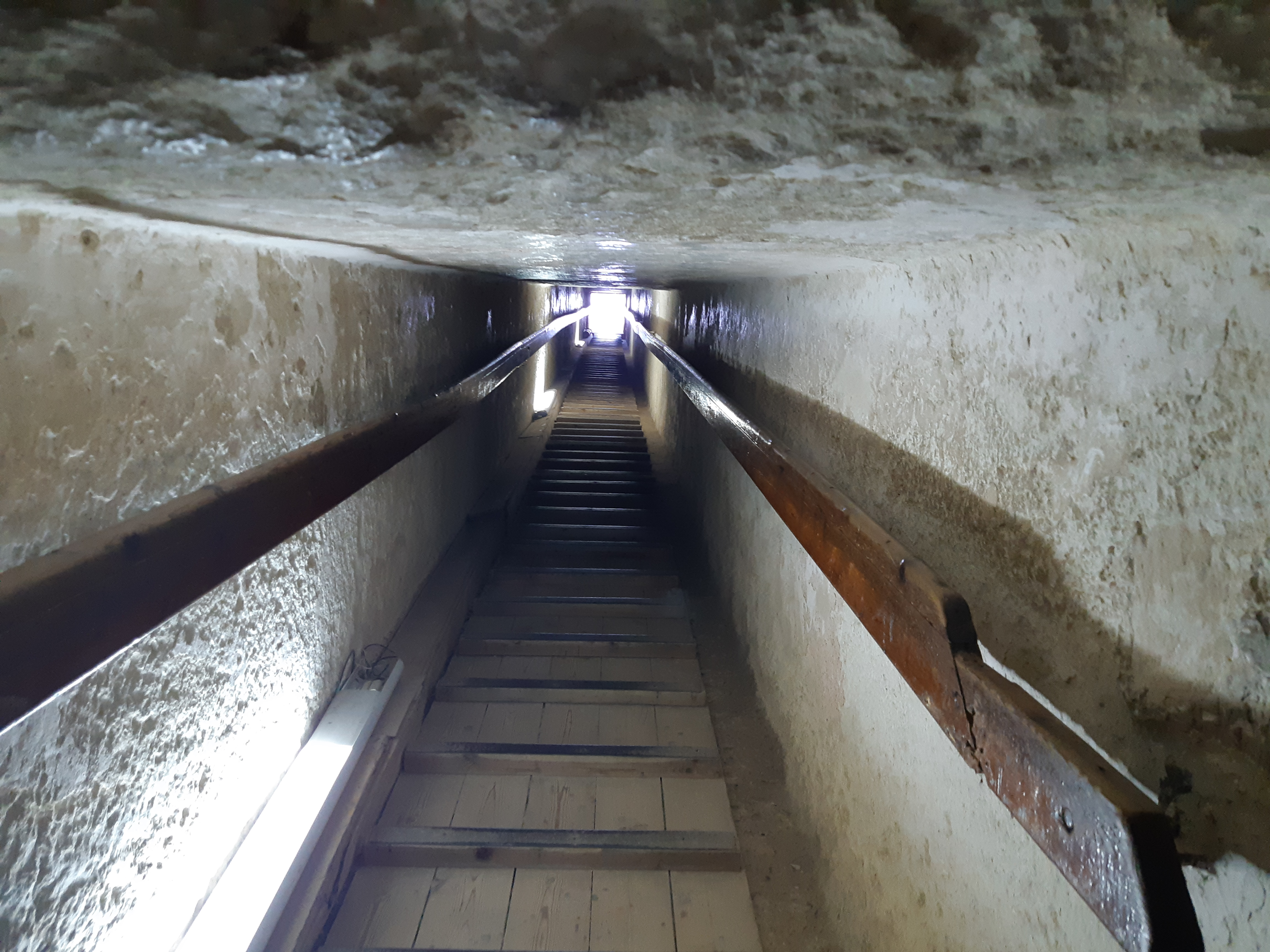
Paso de rampa inicial
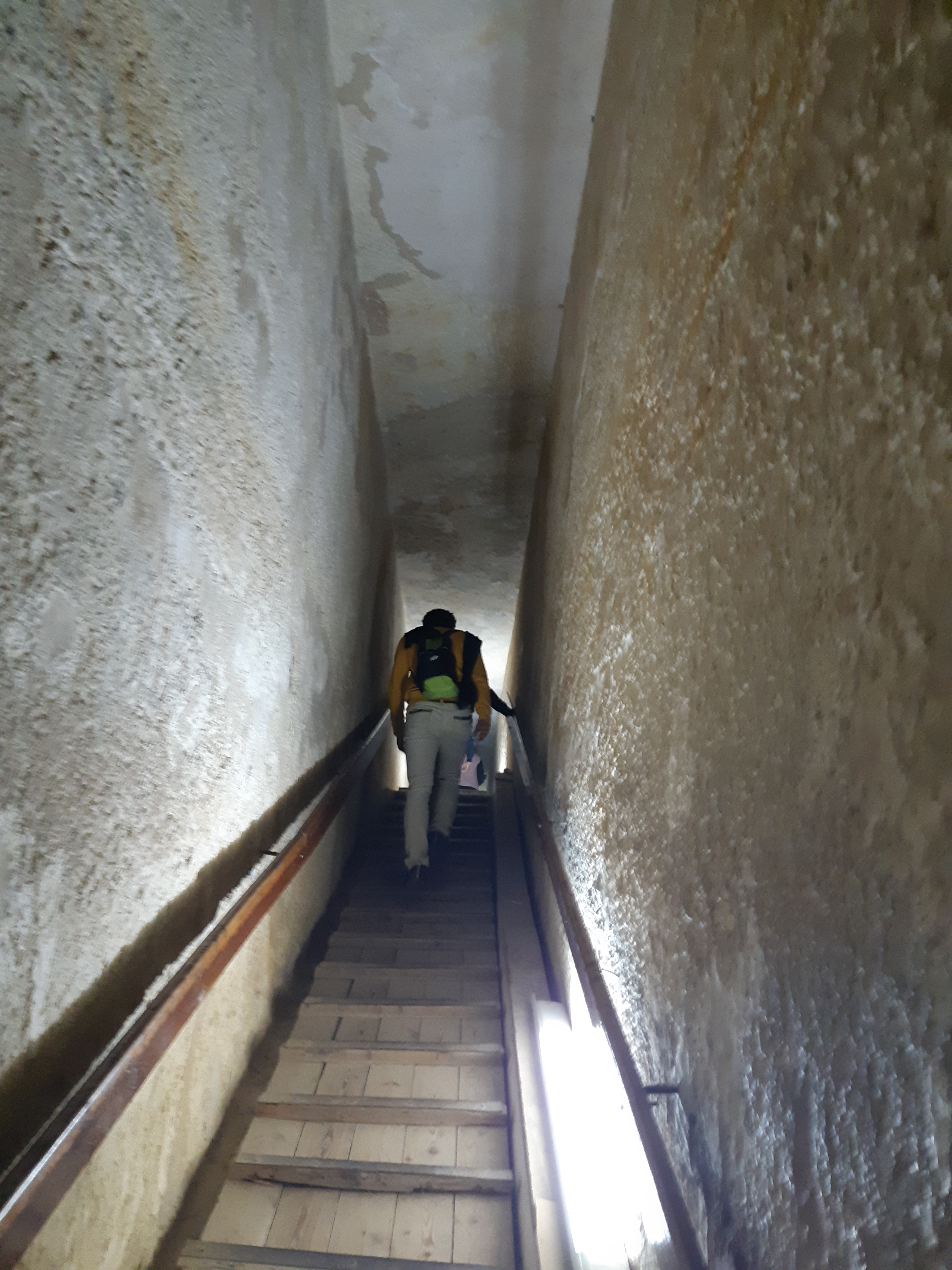
La parte final del pasaje inclinado a la pirámide con un techo alto
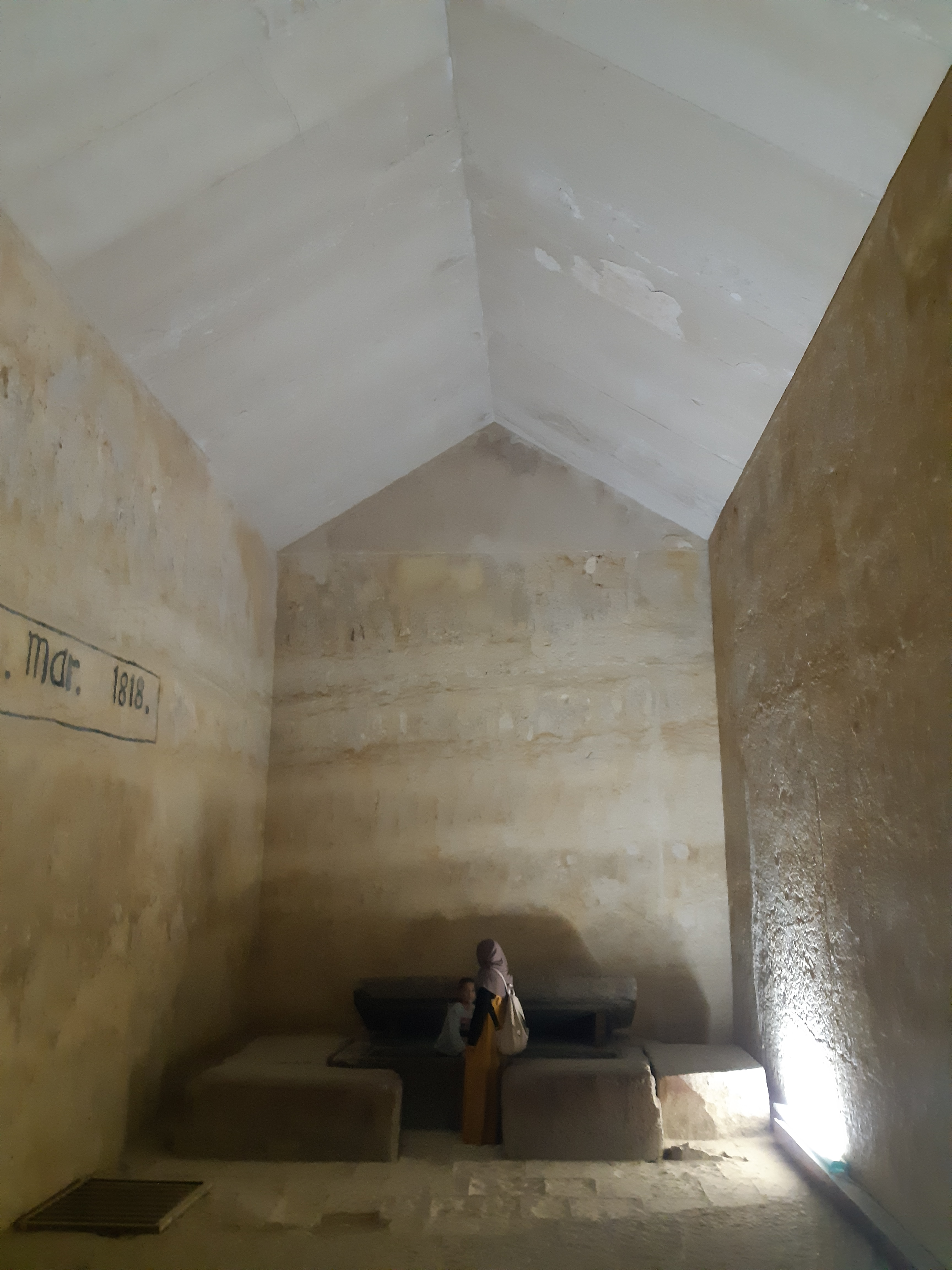
Cámara funeraria
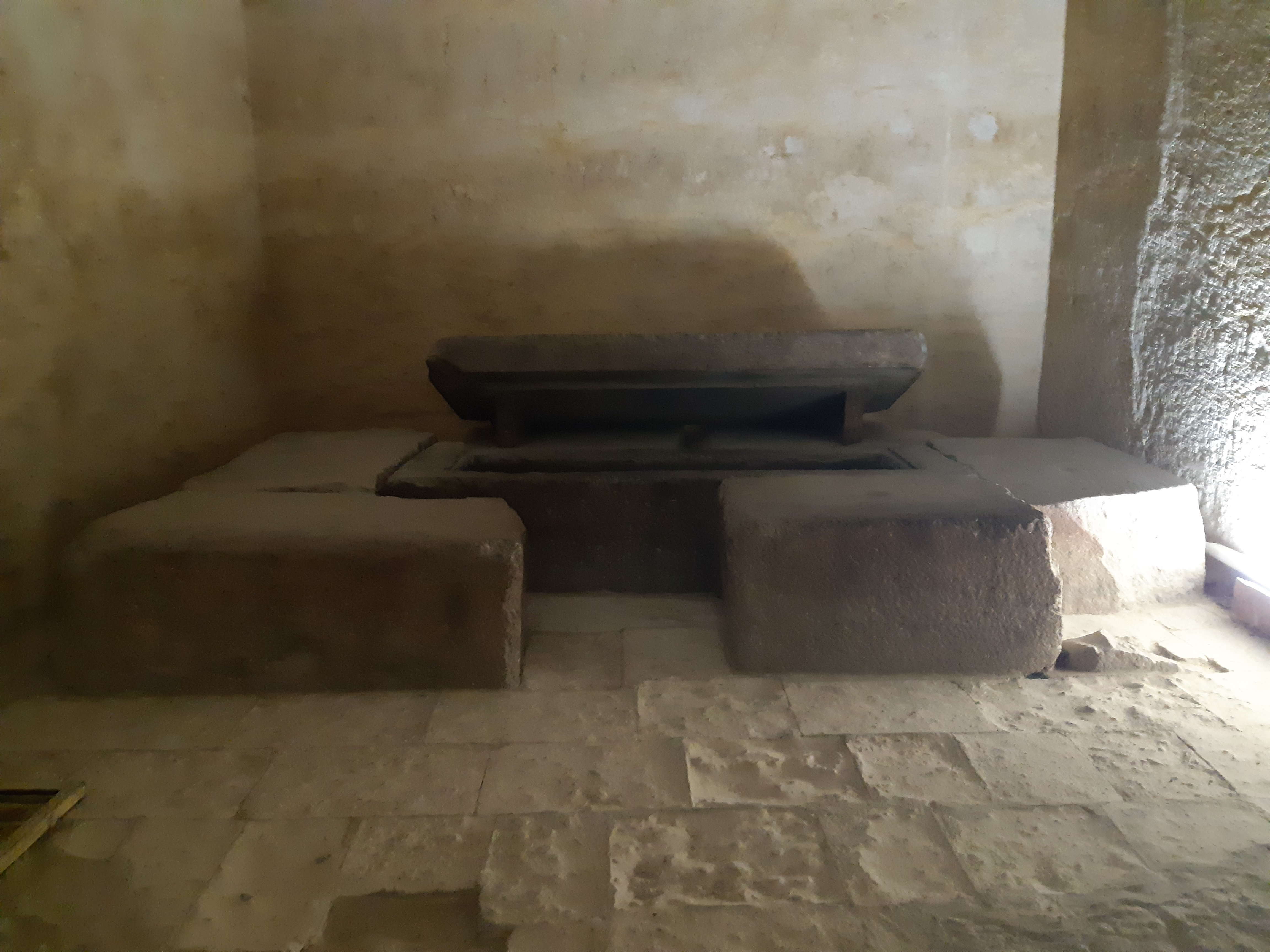
Sarcófago del faraón
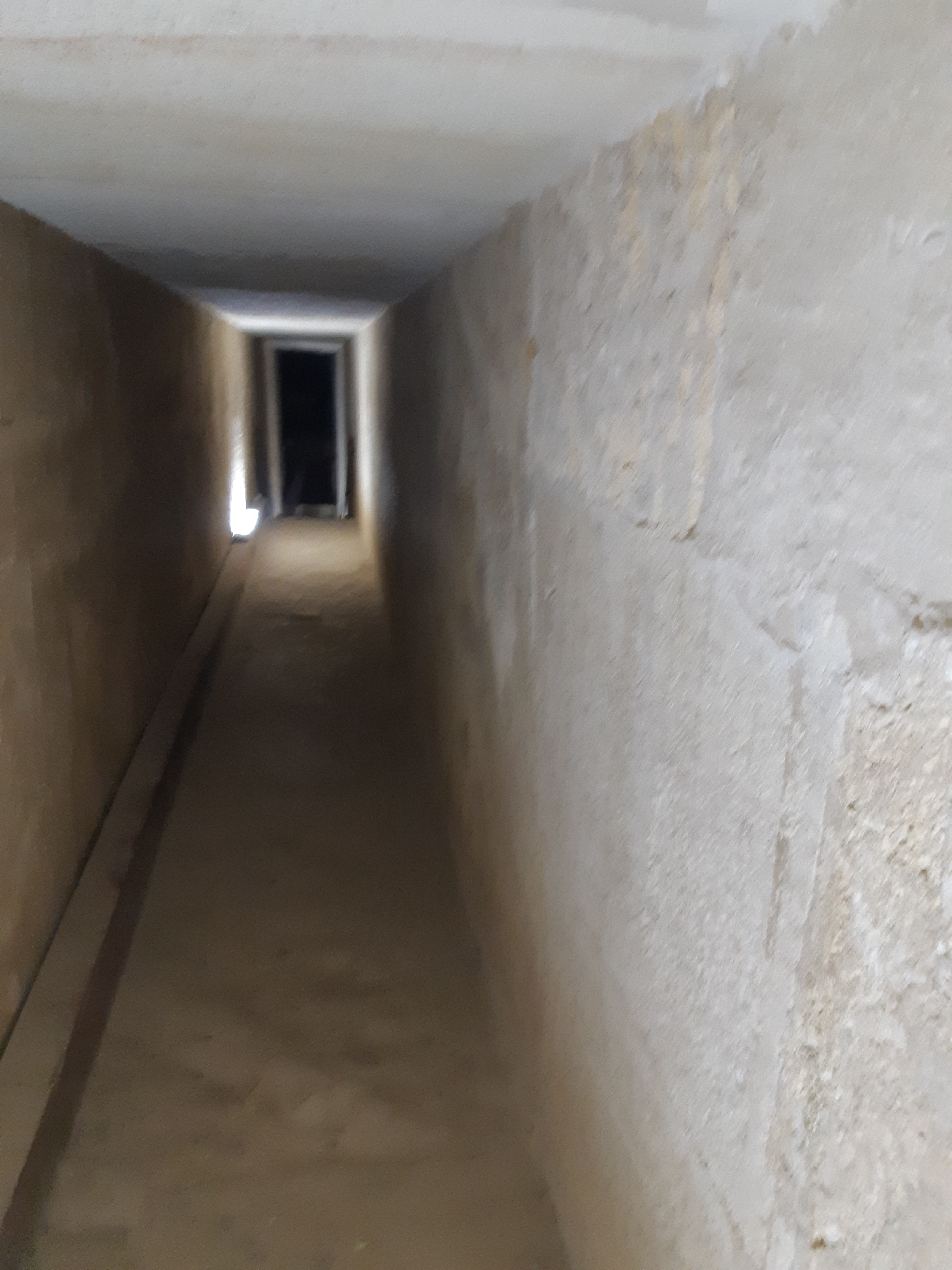
Sección recta del pasaje
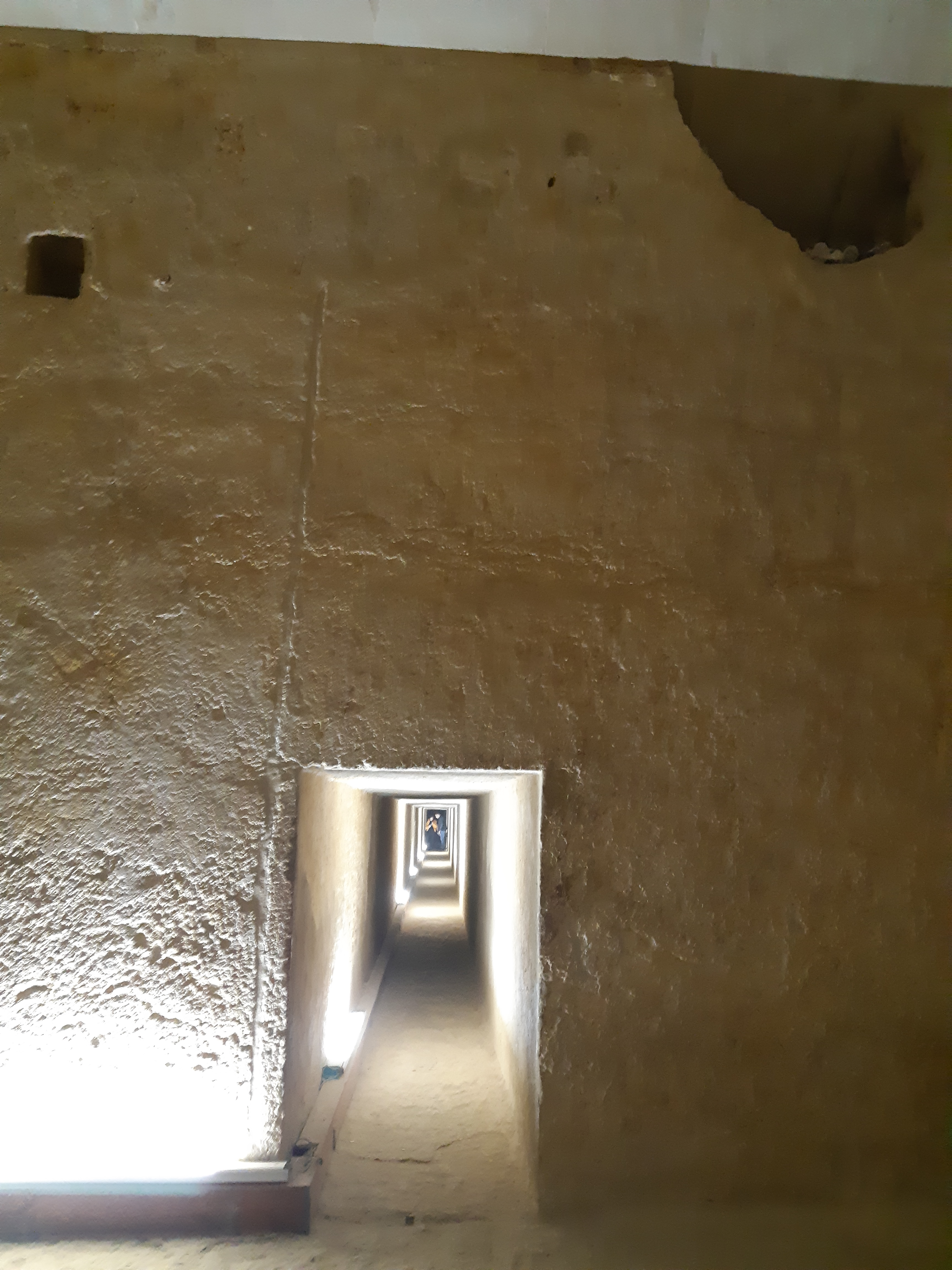
Salir de la cámara funeraria

## El templo funerario
El templo funerario, de planta rectangular con más de cien metros de largo, estaba dividido en cinco zonas que serán imitadas en los templos funerarios del Imperio Nuevo: el salón de entrada, el patio descubierto, los cinco nichos para estatuas, el santuario, y los almacenes. Los tres primeros elementos conforman la zona pública; la privada solamente era accesible a los sacerdotes.

## El templo del valle
El templo del valle, de planta cuadrada, con unos 45 metros de lado, dispone de gruesos muros calizos en talud al exterior, con una altura original de más de doce metros. Disponía de dos entradas en el muro oriental y otra en el occidental; estaban precedidas de un naos cuadrado, con una estatua real y dos esfinges, ante cada puerta oriental. Tras un pasaje se accedía a la antecámara que comunicaba con la sala hipóstila, construida con pilares monolíticos y revestimiento de granito de Asuán.
Una calzada procesional vinculaba ambos templos, con unos quinientos metros de longitud y 4,50 metros de anchura, cubierta, posiblemente con bajorrelieves en las paredes.